# مقاطعة ميربور خاص

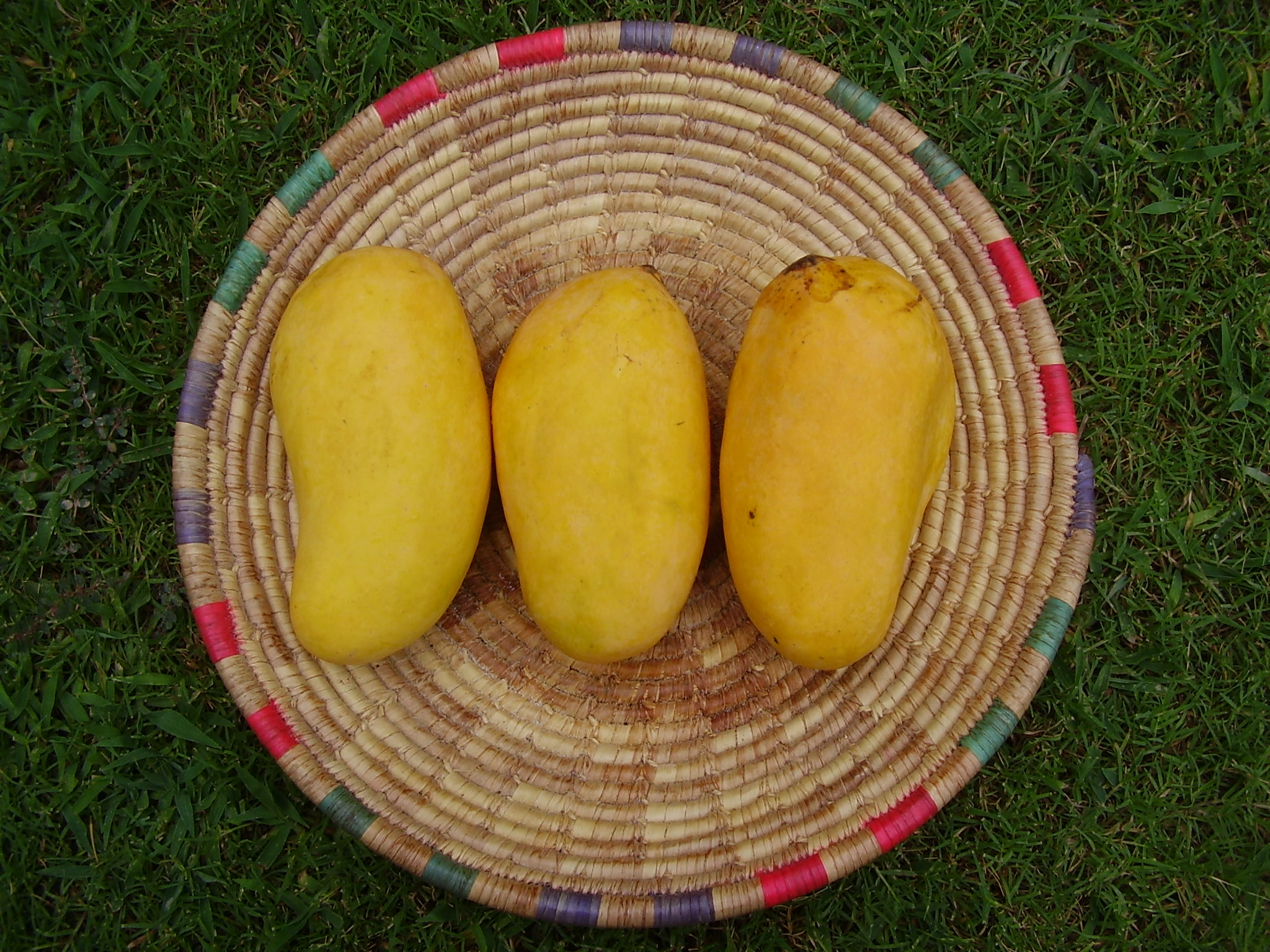
نشأة السندري في منطقة ميربور خاس هي من بين أفضل 10 أصناف للمانجو في العالم

منطقة ميربور خاص ((بالسندية: ضلعو ميرپورخاص)‏ (بالأردوية: ضِلع مِيرپُورخاص)‏)، هي إحدى مناطق محافظة السند الباكستانية. عاصمتها ميربور خاص.

## الإدارة
- Digri
- كوت غلام محمد
- ميربور خاص
- جدو
- السندري
- حسين بوكس ماري
- شجباد

## تاريخ
بعد استيلاء البريطانيين على السند، أنشأوا منطقة ثار وباركار في جنوب شرق السند لأغراض إدارية. ثم، بعد إنشاء باكستان، فُصلت بعضُ المناطق على الجانب الشمالي عن منطقة ثارباركار، وسميت منطقة سانغار. ثم، لأسباب سياسية وإدارية، قُسّمَ الجزء المتبقي من ثارباركار إلى ثلاث مناطق أخرى: (1) منطقة ميربور خاص مركزها الإداري في ميربورخاص)، (2) مقاطعة ثارباركار (مركزها الإداري في ميثي) و (3) أوميركوت يصرف.
اسم مقاطعة ميربورخاص مشتق من بلدة ميربور خاص، التي أسسها مير علي مراد تالبور في عام 1806.

## وصلات خارجية
- رويال تالبورس من السند